# Cad Bane
Personnage de fiction apparaissant dans
Star Wars.
Cad Bane est un personnage fictif de l'univers officiel de Star Wars qui apparaît pour la première fois dans la série télévisée The Clone Wars.

## Biographie fictive

### Avant la guerre des clones
Cad Bane est originaire de la planète Duro. Il y naît en 62 av. BY.
On apprend dans la série Tales of the Underworld que son vrai nom est Colby. Durant son enfance, lui et son ami Niro erraient dans les rues à la recherche de nourriture. Sa rencontre avec un criminel nommé Lazlo change à jamais son destin. Lors d’un coup pour Lazlo, Niro se fait arrêter tandis que Cad parvient à s’enfuir avec le reste de l’équipe. 
Des années plus tard, Cad, devenu jeune adulte, fait toujours partie de la bande de Lazlo. Cependant, quand celui-ci meurt après un coup raté, Cad jure de se venger et retourne sur Duro dans cette optique en compagnie de Arin, une autre membre du groupe. Il découvre que Niro, son ancien ami, est devenu marshall et que c’est son responsable qui a tué Lazlo. Cad met en place un plan afin d’attirer le marshall pour pouvoir le confronter en duel. Cad en sort victorieux mais malheureusement, Arin est touchée et force Cad à se rendre, qui est alors arrêté par son ami. 
Quelques années plus tard, Bane sort de prison pour vice de procédure et n’a qu’une chose en tête : retrouver Arin. Pendant ce temps sur Duro, tout le monde reste sur ses gardes en raison de l’annonce de son arrivée, en particulier Niro, devenu marshall et père d’un enfant nommé Isaac. Lorsqu’il atterrit, Cad apprend par son équipe que Arin est introuvable mais qu’elle aurait épousé Niro. Il se rend donc directement au bureau des forces de police où Niro l’attend et lui apprend que Arin est décédée depuis maintenant deux ans. Cad et Niro s’affrontent alors en duel sous les yeux du petit Isaac. Niro meurt sous les yeux de son fils, mais il fait comprendre à Cad qu’il est le sien. En pleurs, Isaac regarde Cad lui tourner le dos et s’éloigner.
Cad travaille notamment avec la chasseuse de primes Aurra Sing pour une mission qui précède la bataille de Naboo. Il est alors employé par le Sith Dark Maul,.
Un événement change la place de Cad Bane dans la scène galactique : la guerre des clones. En préambule de ce conflit, le chasseur de primes Jango Fett, considéré comme le plus talentueux de la galaxie, est tué sur Géonosis. Dès lors, Cad Bane obtient ce titre de meilleur chasseur de primes, avec une très importante réputation. Par conséquent, il devient énormément coûteux de l'engager.

### Guerre des clones
Cad Bane est engagé pour permettre l'évasion d'un hutt, oncle de Jabba. Pour cela, il s'allie à d'autres mercenaires afin de prendre des otages parmi les sénateurs de la République galactique, dont Padmé Amidala.
Durant la même guerre, Cad Bane est engagé par le seigneur Sith Dark Sidious pour infiltrer le temple Jedi. Il doit alors y récupérer une liste secrète d'enfants sensibles à la Force.
Quelque temps après, Cad Bane est à nouveau embauché par le Cartel hutt pour retrouver Ziro, le même hutt qu'il avait libéré. Il le retrouve mort sur la planète Teth, et affronte alors les Jedi Obi-Wan Kenobi et Quinlan Vos.
Cad Bane, capturé plus tard, est prisonnier de la République. Accompagné d'Obi-Wan, qui fait alors croire qu'il est le chasseur de primes Rako Hardeen, Cad demande alors au jeune Boba Fett de provoquer une émeute afin de faire diversion et permettre la fuite de Cad.

### Sous l'Empire
Aux débuts de l'ère impériale, Cad Bane est engagé par le Premier ministre de Kamino, Lama Su. Il doit retrouver une clone, Omega.

### Période post-impériale
En 9 ap. BY, le Syndicat pyke requiert l'aide de Cad Bane pour asseoir sa domination sur le commerce d'épice sur Tatooine. Par conséquent, il se rend chez Cobb Vanth, marshal de la ville de Mos Pelgo, aussi appelée Freetown. En effet, ce dernier, opposé au trafic d'épice sur Tatooine, a alors été contacté par Din Djarin pour aider Boba Fett à lutter contre le Syndicat pyke.
Cad Bane, toujours en soutien à son employeur pyke, s'attaque à Boba, alors localisé dans la ville de Mos Espa. S'ensuit un duel. Dans un premier temps, Cad se met à provoquer son adversaire en évoquant notamment les tuskens afin de déstabiliser émotionnellement Boba. Il poursuit ensuite en tirant à plusieurs reprises sur son adversaire. Toutefois, ce dernier lui transperce le corps avec son bâton gaderfii, le tuant de cette façon,,.

## Caractéristiques
Cad Bane ressemble à plusieurs égards à un cow-boy, notamment par sa marche nonchalante et son chapeau caractéristique. Il se distingue aussi par une voix particulièrement grave, voire intimidante. Comme son espèce est le duro, il est en outre identifiable à sa peau bleue et à ses yeux rouges.

## Concept et création
Le personnage de Cad Bane est créé pour la série télévisée The Clone Wars par George Lucas, fondateur de Star Wars, et les scénaristes de la série, Dave Filoni et Henry Gilroy.  
Le doubleur anglophone de Cad Bane, Corey Burton, affirme d'ailleurs que pour jouer le rôle il s'inspire notamment des films de la Trilogie du dollar de Sergio Leone et du personnage joué par Lance Henriksen dans Alien. Toutefois, en prise de vues réelles, Dorian Kingi interprète le personnage,.
Un scénario de la partie annulée de la série The Clone Wars implique notamment Cad Bane et Boba Fett. Cette intrigue présente un duel entre les deux chasseurs de primes, duquel tous deux échappent, Boba Fett survivant grâce à son casque fait en beskar.

## Adaptations

### Figurines
Dans le cadre de sa série de figurines Black Series, la société Hasbro produit une figurine de Cad Bane, qui connaît une rupture de stock à la suite de la sortie du sixième épisode du Livre de Boba Fett. La figurine est originellement vendue accompagnée d'une figurine du droïde du protagoniste, Todo 360.

## Accueil
Le site Internet Inverse rapproche le rôle de Cad Bane vis-à-vis de Boba Fett de celui de Tobias Beckett vis-à-vis de Han Solo, dans le film Solo. Dans les deux cas, un criminel joue le rôle de mentor et forme ainsi un autre criminel, plus jeune. Enfin, l'élève s'éloigne progressivement du maître jusqu'à le tuer en duel. Une seule caractéristique oppose ces deux relations selon le site : Han devient de plus en plus mauvais quand il tue Beckett, tandis qu'en vainquant Cad Bane, Boba Fett met plutôt fin à son passé de criminel de façon symbolique.
Le site Internet Hitek réalise un classement sur les personnages des séries Star Wars de Dave Filoni, c'est-à-dire The Clone Wars, Rebels, The Bad Batch et Le Livre de Boba Fett. Dans ce classement, Cad Bane se voit attribuer la septième place, notamment pour son talent de chasseur de primes et son apparition en prise de vues réelles.